# Richard Carapaz
Richard António Carapaz Montenegro (* 29. května 1993) je ekvádorský profesionální silniční cyklista jezdící za UCI WorldTeam EF Education–EasyPost. V roce 2019 se stal Carapaz prvním ekvádorským vítězem závodu Giro d'Italia, v němž předčil druhého Vincenza Nibaliho a třetího Primože Rogliče, a vylepšil tak své 4. místo z předchozího ročníku.

## Sportovní kariéra
Debutoval jako patnáctiletý v týmu Panavial-carchense Courage. V roce 2013 vyhrál Panamerické mistrovství v cyklistice v kategorii do 23 let. V letech 2013 a 2014 obsadil druhé místo v celkové klasifikaci etapového závodu Vuelta al Ecuador, v roce 2015 se stal prvním zahraničním vítězem Vuelta de la Juventud de Colombia, v roce 2016 vyhrál Vuelta a Navarra, na Route du Sud 2017 skončil druhý a byl nejlepším jezdcem do 25 let. Startoval na Vuelta a España 2017, kde obsadil 36. místo. V roce 2018 vyhrál Vuelta a Asturias a na Giro d'Italia 2018 získal historický úspěch pro ekvádorskou cyklistiku, když vyhrál horskou etapu z Praia a Mare do Montevergine, sedm etap jel v bílém trikotu pro nejlepšího mladého jezdce a v celkovém pořadí skončil na čtvrtém místě. O rok později na italském Grand Tour svůj výsledek ještě vylepšil a přivezl si domů celkové vítězství. Dne 24. 7. vyhrál historicky druhou zlatou medaili pro Ekvádor na Letních olympijských hrách v Tokiu.

## Hlavní výsledky
2010
Národní šampionát
 vítěz silničního závodu juniorů
2013
Panamerické mistrovství v silniční cyklistice
 vítěz silničního závodu do 23 let
Vuelta al Ecuador
2. místo celkově
Tour de Savoie Mont-Blanc
9. místo celkově
Vuelta a Guatemala
9. místo celkově
2014
Vuelta al Ecuador
2. místo celkově
2015
Vuelta de la Juventud de Colombia
 celkový vítěz
vítěz etap 3 a 4
Clásico RCN
vítěz 4. etapy
2016
Vuelta a Navarra
 celkový vítěz
vvítěz 2. etapy
2017
Route du Sud
2. místo celkově
 vítěz soutěže mladých jezdců
2. místo GP Industria & Artigianato di Larciano
Vuelta a Castilla y León
4. místo celkově
Vuelta a la Comunidad de Madrid
6. místo celkově
2018
Vuelta a Asturias
 celkový vítěz
vítěz 2. etapy
Settimana Internazionale di Coppi e Bartali
3. místo celkově
Giro d'Italia
4. místo celkově
vítěz 8. etapy
lídr  po etapách 6 – 13
5. místo Circuito de Getxo
2019
Giro d'Italia
 celkový vítěz
vvítěz etap 4 a 14
Vuelta a Asturias
 celkový vítěz
 vítěz bodovací soutěže
vítěz 2. etapy
Vuelta a Burgos
3. místo celkově
Vuelta a San Juan
6. místo celkově
Tour Colombia
9. místo celkově
2020
Tour de Pologne
vítěz 3. etapy
Vuelta a España
2. místo celkově
lídr  po etapách 6 — 9 a 12
lídr  po etapách 2 – 4
Vuelta a Burgos
6. místo celkově
Tour de France
lídr  po etapách 18 a 19
 cena bojovnosti po 16. etapě
2021
Olympijské hry
 vítěz silničního závodu
Tour de Suisse
 celkový vítěz
vítěz 5. etapy
Tour de France
3. místo celkově
9. místo Valonský šíp
2022
Národní šampionát
 vítěz časovky
2. místo silniční závod
Vuelta a España
 vítěz vrchařské soutěže
vítěz etap 12, 14 a 20
Giro d'Italia
2. místo celkově
lídr  po etapách 14 – 20
Volta a Catalunya
2. místo celkově
vítěz 6. etapy
2023
Národní šampionát
 vítěz silničního závodu
Panamerické hry
 2. místo časovka
7. místo silniční závod
vítěz Mercan'Tour Classic Alpes-Maritimes
2. místo Tre Valli Varesine
2. místo Giro di Toscana
7. místo Giro dell'Emilia
7. místo Coppa Sabatini
8. místo Il Lombardia
2024
Národní šampionát
 vítěz časovky
2. místo silniční závod
Tour Colombia
2. místo celkově
 vítěz bodovací soutěže
 Nejlepší vrchař
vítěz 5. etapy
7. místo Tour de Romandie
vítěz 4. etapy
Tour de France
17. místo celkově
lídr  po 3. etapě
 Nejlepší vrchař
 Nejaktivnější jezdec
vítěz 17. etapy
2025
10. místo Volta a Catalunya
Giro d'Italia
vítěz 11. etapy

### Výsledky na etapových závodech
| Výsledky na Grand Tours        |      |      |      |      |      |      |      |      |      |
| Grand Tour                     | 2017 | 2018 | 2019 | 2020 | 2021 | 2022 | 2023 | 2024 | 2025 |
| Giro d'Italia                  | —    | 4    | 1    | —    | —    | 2    | —    | —    |      |
| Tour de France                 | —    | —    | —    | 13   | 3    | —    | DNF  | 17   |      |
| Vuelta a España                | 36   | 18   | —    | 2    | DNF  | 14   | —    | 4    |      |
| Výsledky na etapových závodech |      |      |      |      |      |      |      |      |      |
| Závod                          | 2017 | 2018 | 2019 | 2020 | 2021 | 2022 | 2023 | 2024 | 2025 |
| Paříž–Nice                     | —    | 11   | —    | —    | —    | —    | —    | —    | —    |
| Tirreno–Adriatico              | —    | —    | 20   | —    | —    | DNF  | —    | DNF  | 18   |
| Volta a Catalunya              | —    | —    | 26   | NS   | 21   | 2    | 51   | —    | 10   |
| Kolem Baskicka                 | —    | —    | —    | NS   | —    | —    | DNF  | —    |      |
| Tour de Romandie               | 38   | —    | —    | NS   | —    | —    | —    | 7    |      |
| Critérium du Dauphiné          | 44   | —    | —    | —    | —    | —    | 36   | —    |      |
| Tour de Suisse                 | —    | —    | —    | NS   | 1    | —    | —    | DNF  |      |

| —   | Nezúčastnil se |
| DNF | Nedokončil     |
| JS  | Jede se        |
| NS  | Nekonalo se    |